# Львівський повіт (II Річ Посполита)
Львівський (земський) повіт (пол. Powiat lwowski) — історична адміністративно-територіальна одиниця, яка продовжила існування і у складі Польщі. Адміністративний центр — м. Львів.

## Зміни адміністративного поділу
Включений до складу Львівського воєводства після утворення воєводства 3 грудня 1920 року на окупованих поляками землях ЗУНР.

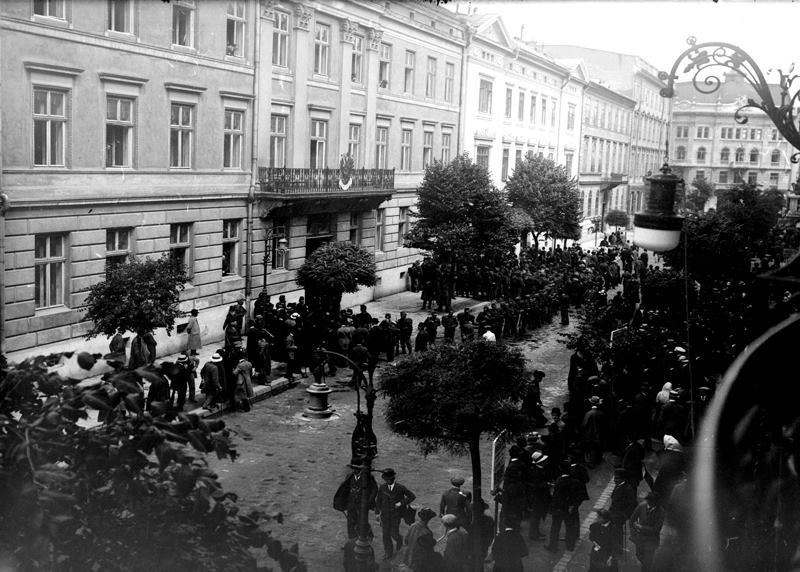
Адміністративний будинок Львівського староства, Львів, вул. Січових Стрільців 8

Адміністративним органом, що управляв Львівським повітом було Львівське староство, яке знаходилось у Львові по вул. 3 травня (сучасна вул.Січових Стрільців) в будинку №8.
Керівником Львівського староства станом на 1926 рік був воєводський радник Зигмунт Желеський (radca Wojew. Żeleski Zygmunt).

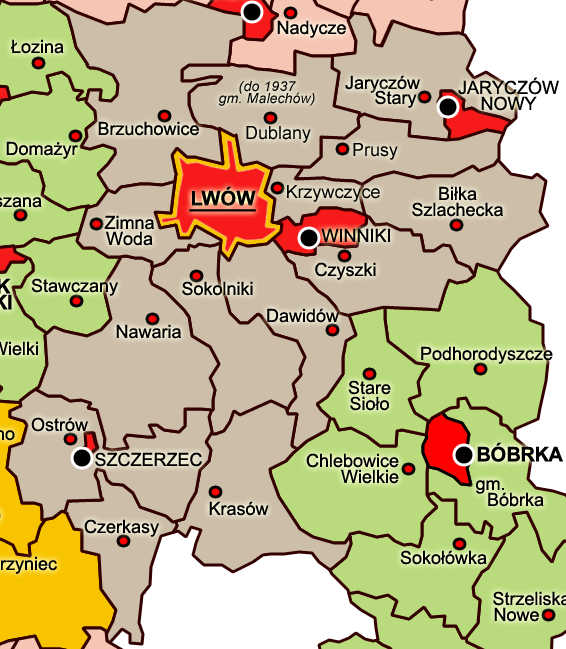
Львівський повіт

1 лютого 1922 р. розпорядженням Ради Міністрів село Рокитне вилучене з Грудецького повіту і включене до Львівського.
Розпорядженням Ради Міністрів 11 квітня 1930 р. з повіту вилучено і приєднано до міста Львів того ж воєводства: села Замарстинів, Клепарів, Голоско Мале, Знесіння, Сигнівка, Кульпарків, присілок Левандівка села Білогорща, частини земель сіл Козельники і Кривчиці.
1 квітня 1933 р. ліквідовано гміну Вайнберґен Львівського повіту і воєводства, а її територію приєднано до міста Винники того ж повіту і воєводства.
1 серпня 1934 року проведено укрупнення сільських ґмін, за рахунок об'єднання дотогочасних (збережених від Австро-Угорщини) ґмін. Новоутворені ґміни відповідали волості — об'єднували громади кількох сіл або (в дуже рідкісних випадках) обмежувались єдиним дуже великим селом.

### Сільські ґміни
Кількість:
1920—1922 рр. — 131
1922—1924 рр. — 132
1924—1930 рр. — 131
1930—1933 рр. — 125
1933—1934 рр. — 124
1934—1939 рр. — 14
| Об'єднані сільські ґміни 1934 року | Об'єднані сільські ґміни 1934 року          | Старі сільські ґміни | Кількість |
| ---------------------------------- | ------------------------------------------- | --- | --------- |
| 1                                  | Ґміна Білка Шляхецка                        | Білка Крулєвска (Нижня Білка), Білка Шляхецка (Верхня Білка), Германув (Тарасівка), Міклашув (Миклашів), Журавнікі (Журавники), Зухожице (Сухоріччя), Чарнушовіце (Чорнушовичі) | 7         |
| 2                                  | Ґміна Бжуховиці                             | Боркі Домініканьскє (Бірки), Боркі Яновскє (Бірки), Бжуховіце (Брюховичі), Вулька Гамулєцка (Воля-Гомулецька), Голоско Вєлькє, Зарудце (Зарудці), Зашкув (Зашків), Завадув (Завадів), Косьцєюв (Костеїв), Козіце (Кожичі), Рокітно (з 01.02.1922), Женсна Польска (Рясне), Женсна Руска (Рясне-Руське) | 13        |
| 3                                  | Ґміна Давідув                               | Давідув (Давидів), Козєльнікі, Кротошин, Пасєкі Зубрицкє (Пасіки-Зубрицькі), Сіхув (Сихів), Сєдліска (Селисько), Толщув (Товщів), Зубжа (Зубра), Черепін | 9         |
| 4                                  | Ґміна Зімна Вода                            | Білогорща, Кальтвассер, Рудно, Скнилів, Скнилівок, Зимна Вода, Зимновідка | 7         |
| 5                                  | Ґміна Красув                                | Бродкі, Ґлуховєц (Глухівець), Красув (Красів), Лінденфельд, Любяна (Луб'яна), Новосюлкі (Новосілка), Подцємне (Підтемне), Поляна, Раковєц, Райхенбах | 10        |
| 6                                  | Ґміна Кшивчице                              | Кривчиці, Лисиничі, Підбірці | 3         |
| 7                                  | Ґміна Малєхув (з 1937 року — ґміна Дубляни) | Дубляни, Гряда, Грибовичі, Жидатиче, Збоїща, Ляшкі Муроване, Малехів, Малі Підліски, Ситихів, Сороки-Львівські, Стронятин | 11        |
| 8                                  | Ґміна Наварія                               | Басьовка (Басівка), Ґлінна, Годовіце (Годовиця), Лєсьньовіце (Лісновичі), Малічковіце (Малечковичі), Мілошовіце (Мілошевичі), Мосткі, Наґужани (Нагоряни), Навар'я, Подсадкі, Полянка, Поршна, Пустомити, Сємянувка (Семенівка)                                                                        | 14        |
| 9                                  | Ґміна Острув                                | Айнзідель, Добжани (Добряни), Дорнфельд, Гумєнєц, Заґрудкі, Лани, Ніконковіце (Никоновичі), Острув, Пяскі (Піски), Розенберґ, Сердица, Срокі Щежецкє (Сороки Щирецькі), Фалькенштайн, Хрусно Нове (Хоросно), Хрусно Старе (Хоросно), Ястшембкув (Яструбків)                                            | 16        |
| 10                                 | Ґміна Пруси                                 | Борщовичі, Кам'янопіль, Пикуловичі, Пруси | 4         |
| 11                                 | Ґміна Сокольнікі                            | Волкув (Вовків), Жиравка (Жирівка), Заґуже (Загір'я), Кугаюв (Кугаїв), Мілятиче (Милятичі), Сокольнікі (Сокільники), Солонка | 7         |
| 12                                 | Ґміна Черкаси                               | Вербіж, Дмитре, Гонятиче (Гонятичі), Горбаче (Горбачі), Кагуюв (Кагуїв), Попеляни, Черкаси | 7         |
| 13                                 | Ґміна Чишкі                                 | Віннічкі, Ґає (Гаї), Ґлуховіце (Глухівці), Ґанчари (Гончари), Дмитровіце (Дмитровичі), Подберезьце (Підберізці), Чижикув (Чижиків), Чишкі (Чишки) | 8         |
| 14                                 | Ґміна Яричув Стари                          | Віслобокі (Вислобоки), Запитув (Запитів), Кукізув (Кукезів), Подліскі Вєлькє (Великі Підліски), Ременув (Ременів), Руданьце (Руданці), Яричув Стари (Старий Яричів), Цеперув (Цеперів) | 8         |
| отримала статус міської ґміни      | отримала статус міської ґміни               | Винники (до 1924) | 1         |
| передано до міського повіту Львів  | передано до міського повіту Львів           | Замарстинів (до 11.04.1930), Клепарів (до 11.04.1930), Голоско Мале (до 11.04.1930), Знесіння (до 11.04.1930), Сигнівка (до 11.04.1930), Кульпарків (до 11.04.1930) | 6         |
| ліквідовано                        | ліквідовано                                 | Вайнберґен (до 01.04.1933) | 1         |

* Виділено містечка, що були у складі сільських ґмін та не мали міських прав.

### Міста (Міські ґміни)
1. містечко Новий Яричів[5] — місто з 1934
2. містечко Щирець[5] — місто з 1934
3. м. Винники[6] — права міської ґміни з 1924 року. Місто з 1933

## Населення
У 1907 році українці-грекокатолики становили 49 % населення повіту.
У 1939 році в повіті проживало 156 730 мешканців (77 535 українців-грекокатоликів — 49,47 % та ще 745 польськомовних українців — 0,48 %, 12 965 українців-латинників — 8,28 %, 56 795 поляків — 36,23 %, 1 295 польських колоністів міжвоєнного періоду — 0,83 %, 5 150 євреїв — 3,29 % і 2 245 німців та інших національностей — 1,43 %).
Публіковані польським урядом цифри про національний склад повіту за результатами перепису 1931 року (з 142 800 населення ніби-то було аж 80 712 (56,52 %) поляків при 58 395 (40,89 %) українців, 1 569 (1,1 %) євреїв і 1 809 (1,27 %) німців) суперечать шематизмам і даним, отриманим від місцевих жителів (див. вище) та пропорціям за допольськими (австрійськими) та післяпольськими (радянським 1940 і німецьким 1943) переписами.

## Перейменування
Рішенням міністра внутрішніх справ 11 березня 1939 року змінені німецькі назви поселень (колоній) на польські:
- Любянка (пол. Lubianka) замість Лінденфельд (нім. Lindenfeld)
- Добжанка (пол. Dobrzanka) замість Дорнфельд (нім. Dornfeld)
- Подзамче (пол. Podzamcze (пол. Podzamcze) замість Розенберґ (нім. Rosenberg — «Трояндова Гора») — тепер частина Щирця, селища міського типу Пустомитівського району, Львівської області).
- Воля Конопніцка (пол. Wola Konopnicka) замість Кальтвасер (нім. Kaltwasser)

Рішенням міністра внутрішніх справ 4 травня 1939 року змінені німецькі назви поселень (колоній) на польські:
- Сьредня (пол. Średnia) замість Айнзідель (нім. Einsiedel)
- Соколіца (пол. Sokolica) замість Фалькенштайн (нім. Falkenstein)

## Друга світова війна
12 вересня 1939 року німці окупували більшість території повіту, однак 19 вересня передали територію радянським військам, оскільки за пактом Ріббентропа — Молотова територія належала до радянської зони впливу.